# Clinton, British Columbia
Clinton är en ort i Kanada.   Den ligger i provinsen British Columbia, i den södra delen av landet, 3 400 km väster om huvudstaden Ottawa. Clinton ligger 974 meter över havet och antalet invånare är 621.
Terrängen runt Clinton är kuperad åt nordost, men åt sydväst är den bergig. Trakten runt Clinton är nära nog obefolkad, med mindre än två invånare per kvadratkilometer..
I omgivningarna runt Clinton växer i huvudsak barrskog.

## Galleri

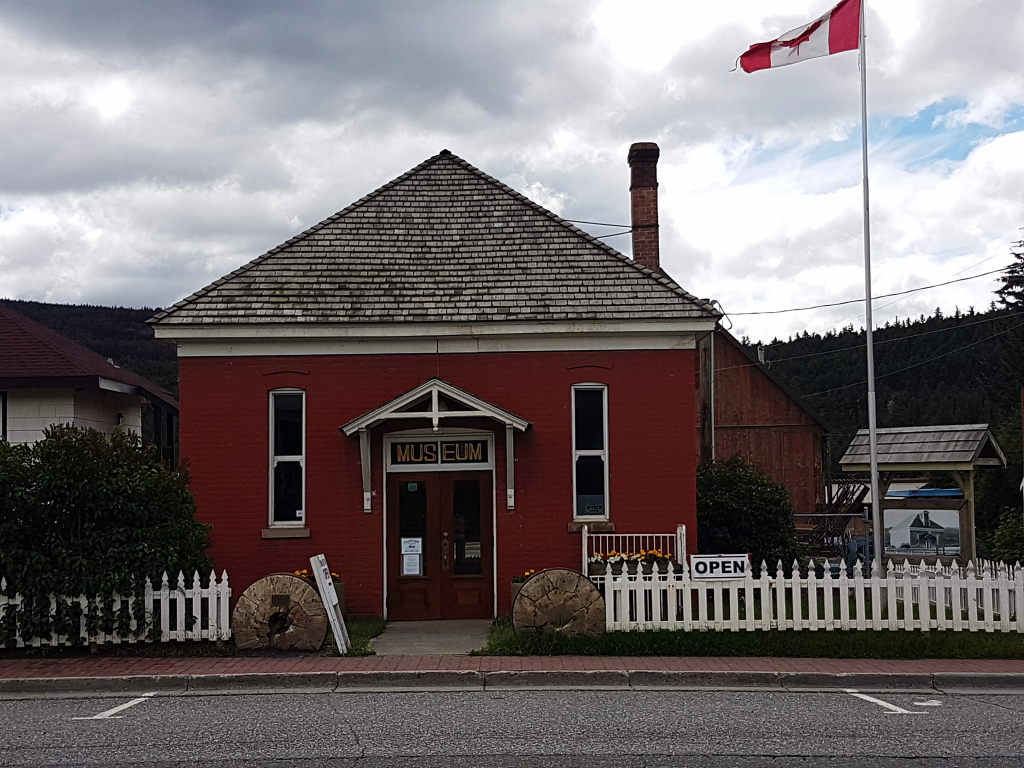
Clinton Museum
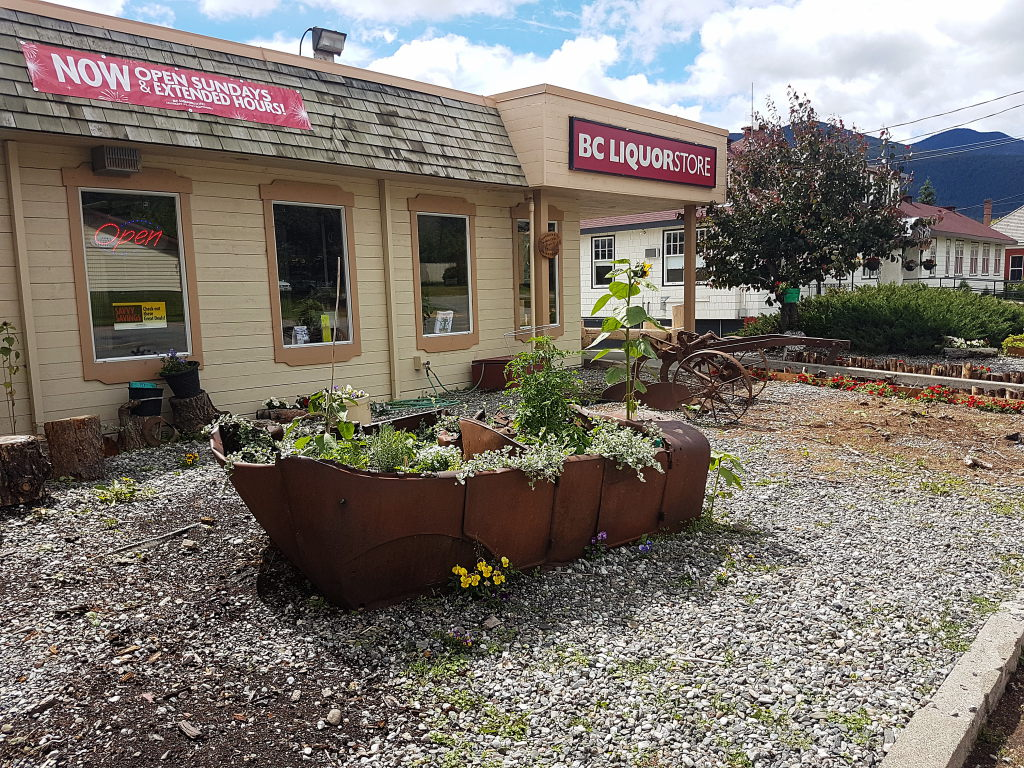
Spritbutik